# Faro do Alentejo
Faro do Alentejo is een plaats (freguesia) in de Portugese gemeente Cuba en telt 621 inwoners (2001).